# Micro-expression

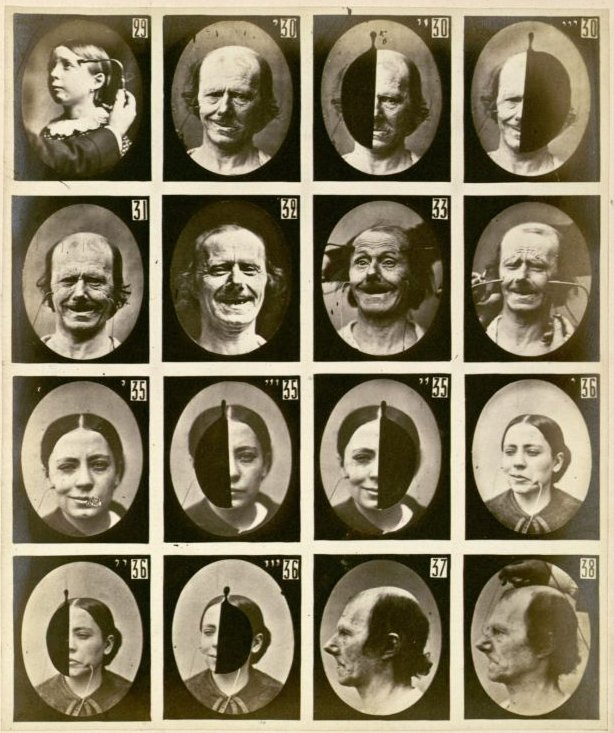
Photographies provenant du livre Mécanisme de la Physionomie Humaine de Guillaume Duchenne publié en 1862.

Une micro-expression est une expression faciale brève et involontaire que le visage humain exprime en fonction des émotions vécues. Plusieurs durées ont été avancées concernant les micro-expressions telles que 1/15 à 1/25 de seconde. Toutefois, il est aujourd'hui admis que l'on parle de micro-expressions lorsqu'une expression faciale dure moins de 1/2 seconde. 
Il avait été théorisé que les micro-expressions apparaissaient généralement lors de situations où les enjeux qui en découlent sont élevés, quand des personnes ont quelque chose à gagner ou à perdre. Toutefois, cette observation n'a pas été validée par les recherches sur le sujet. 
À la différence des expressions faciales, il est très difficile de feindre ou d'imiter une micro-expression.
Les expressions faciales peuvent exprimer, suivant les chercheurs, de six à dix émotions universelles : le dégoût, la colère, la peur, la tristesse, la joie, la surprise, voire le mépris.

## Histoire
Charles Darwin a été le premier chercheur à étudier les comportements animaux ainsi qu'humains, sur différentes tribus, certaines n'ayant eu que très peu de contacts avec le monde occidental. Il publie en 1872 « L'Expression des émotions chez l'homme et les animaux ».
Le terme de « micro-expression » a été énoncé en premier par Haggard et Isaacs. Dans une étude de 1966, Haggard et Isaacs ont souligné la manière par laquelle ils ont découvert ces expressions se déroulant en un "micro-moment", "en analysant des films tournés lors de séances de psychothérapie, en cherchant des indications de communication non-verbale entre le thérapeute et son patient".
Dans les années 1960, William S. Condon a été un des pionniers dans l'étude des interactions au niveau de la fraction de seconde. Dans un de ses célèbres projets de recherche, il a minutieusement examiné quatre secondes et demie d'un segment de film, image par image, où chaque image représentait l'équivalent de 1/25e de seconde. Après l'étude de cette portion de film durant un an et demi, il a pu discerner des "micro-mouvements" interactionnels, notamment entre une femme et son mari, où la première bougeait son épaule exactement au même moment où le mari levait sa main[réf. nécessaire]. Ces deux interactions combinées faisaient apparaître des "micro-rythmes".
Dans les années 1990, Paul Ekman a ajouté à sa première liste de nouvelles micro-expressions joie, colère, surprise, dégoût, tristesse, peur et mépris.

## Émotions et sentiments exprimés
La distinction entre les émotions et les sentiments est importante afin de cerner le champ d'application des micro-expressions.

### Les émotions
Les émotions au sens strict se limitent, au plus, au nombre d'une dizaine, suivant les chercheurs. Ces émotions sont dites « universelles » car elles se retrouvent chez tous les êtres humains, indépendamment de leur culture. Les plus fréquemment citées sont la joie, la peur, la tristesse, la surprise, le dégoût et la colère. Elles sont correctes, en général à moins de 75%. 
Il existe ensuite des émotions combinées ou mixtes, tels que l'amour, la haine, l'anxiété ou l'agressivité.
Le ressenti porte le nom d'« affect ». L'expression des émotions est très brève et résulte souvent d'un événement. On reconnaît facilement le menteur avec ce trait : main sur la nuque.
Les émotions sont une source importante de micro-expressions.

### Les sentiments
En revanche, la combinaison des émotions avec la propre connaissance, culture d'une personne, se situe sur un plus long terme. Il s'agit alors de sentiments.
La fluctuation des sentiments est de l'ordre des humeurs. Celles-ci peuvent, mais plus rarement, déclencher des micro-expressions.

## Micro-expressions universelles

### Joie
Les joues se tendent vers le haut, les yeux se plissent en patte d'oie à leur extrémité extérieure (comme de petites rides autour des yeux), la bouche s'ouvre comme pour esquisser un sourire. Très souvent les personnes utilisant inconsciemment cette micro-expression vont retrouver un visage neutre quelques secondes après celle-ci.

### Surprise
La bouche s'ouvre, les yeux s'écarquillent et les sourcils (extrémités intérieures et extérieures) remontent. Mais attention l’expression de la surprise dure 1 seconde maximum sinon cette expression a été simulée.

### Colère
Les lèvres se serrent, les sourcils se froncent et leurs extrémités intérieures (au-dessus du nez) s'abaissent et les narines gonflent puis se dégonflent.

### Dégoût
Les deux canaux qui encadrent verticalement le nez se creusent et remontent, la bouche peut s'entr'ouvrir (la partie supérieure des lèvres remonte alors).

### Peur
La bouche s'entrouvre, les yeux s'écarquillent et les sourcils remontent sauf à leur extrémité intérieure qui, elle, s'abaisse.

### Tristesse
Le visage se détend, les extrémités extérieures des sourcils et des lèvres s'abaissent pour accentuer une bouche en « U » inversé.

### Mépris
Le mépris est la seule micro-expression asymétrique : seule une partie, droite ou gauche, du visage entre en mouvement. Le plus souvent une extrémité des lèvres se contracte. Le mépris est inversement proportionnel à la contraction : si le repli des lèvres est important, le mépris est faible, voire amical, tandis que si la contraction est faible (tentative de la dissimuler), le mépris est plus important.

## Autres micro-expressions suivant les chercheurs
De nombreux chercheurs, depuis Charles Darwin, ont tenté d'identifier les émotions universelles (celles innées à l'être humain, indépendamment de sa culture), et d'en identifier des complémentaires.
La recherche d'Ortony et Turner en 1990 a permis d'en dresser un tableau. L'identification proposée par Ekman est celle qui synthétise au plus près ces différents travaux, bien que des divergences persistent entre les chercheurs.
Les émotions secondaires, ou qui peuvent être liées à la culture sont :
- intérêt
- mépris
- culpabilité
- honte
- embarras
- respect
- excitation

D'autres chercheurs tels que Plutchik (1980) ont identifié d'autres micro-expressions :
- acceptation ou apathie
- espérance (ou confiance)

Pour Arnold (1960) :
- Aversion
- Courage
- Découragement
- Désir
- Désespoir
- Espoir
- Haine
- Amour

Pour Izard (1971), ou Tomkins (1980) :
- Intérêt
- Culpabilité
- Honte

Les micro-expressions de culpabilité ou de honte se retrouvent assez souvent liées à la culture chrétienne.[réf. nécessaire]

## Codification des micro-expressions: les unités d'action et le FACS
Paul Ekman a été le premier chercheur à établir avec une grande précision les critères de détection des micro-expressions. Il s'est basé sur les muscles du visage auxquels il était fait appel lors d'émotions. Il met en évidence 43 muscles faciaux capables de produire environ 10 000 expressions, dont 3 000 porteuses de sens.
Ekman et ultérieurement les chercheurs qui ont poursuivi ce type d'études (Langner par exemple) décomposent ces micro-mouvements en unités d'action (« AU » pour Action Unit).
Le Facial Action Coding System (FACS) recense 46 unités d'action de base (44 pour la version datant de 1978). Ces unités d'action peuvent être combinées pour être associées à des émotions spécifiques.

## Perception innée - Le "Programme Génies"
La plupart des gens ne semblent pas percevoir leur propre micro-expressions ou celles des autres. Dans le Programme Génies, les chercheurs Paul Ekman et Maureen O'Sullivan ont étudié la possibilité pour certaines personnes de détecter une tromperie, un mensonge ou la fausseté (théorie de la détection des micro-expressions). Sur les milliers de personnes ayant passé les tests, seules quelques-unes ont été capables de détecter avec précision quand une personne était en train de mentir. Les chercheurs conduisant ce projet ont nommé ces personnes les « Génies de la Vérité ». À ce jour, le Programme Génies a identifié environ 50 personnes possédant cette faculté après avoir testé près de 20 000 personnes. Ces « Génies de la Vérité » utilisent les micro-expressions, parmi d'autres indices, pour déterminer si une personne est honnête. Les scientifiques espèrent, à travers l'étude de ces individus, pouvoir faire avancer les méthodes et techniques pour déceler un mensonge.

## Culture populaire
Les micro-expressions et leur science sont le thème principal de la série télévisée Lie to Me (2009-2011) qui a été supervisée par Paul Ekman lui-même. Cependant, l'utilisation des micro-expressions comme preuve de mensonge est déconseillée par les spécialistes du domaine (voir la section sur le mensonge ci-dessous).
Dans le livre posthume de Robert Ludlum, The Amber Warning (2005), le personnage principal, Harrison Ambler, est un agent de renseignement capable de détecter ces micro-expressions.
Dans la nouvelle de science-fiction d'Alastair Reynolds Absolution Gap, un des personnages, Aura, peut facilement voir ces micro-expressions.

## Micro-expressions et détection du mensonge: micro-preuves
La culture populaire associe volontiers les micro-expressions au mensonge (comme cela a été le cas dans la série Lie to me décrite ci-dessus). Elles apparaitraient plus souvent lors d'un mensonge, et traduiraient les véritables émotions des personnes. Toutefois, la réalité est bien loin de ce fantasme sociétal. En effet, aucune différence entre le mensonge et la vérité n'est apparue. Leur utilisation est donc à proscrire pour déceler les mensonges .